# Haim Yavin
Haim Yavin (hebreo: חיים יבין), nacido Heinz Kluger (Beuthem, 10 de septiembre de 1932) es un periodista israelí. Se le considera uno de los referentes del periodismo israelí en el siglo XX, al haber presentado el informativo de la Autoridad de Radiodifusión de Israel durante cuatro décadas.

## Biografía
Haim nació en el seno de una familia judía religiosa de Bytom, actual ciudad de Polonia y por aquel entonces parte del Imperio alemán. Cuando tenía un año toda la familia emigró al Mandato británico de Palestina, en el transcurso de la Quinta Aliyá. Después de asentarse en una villa próxima a Haifa, se graduó en literatura hebrea y literatura inglesa por la Universidad Hebrea de Jerusalén.
En 1956 fue contratado como periodista por la radio pública Kol Israel, donde presenta espacios musicales e informativos. Y en 1968, poco después de que se pusiese en marcha el primer canal de televisión, asumió la conducción del informativo nocturno Mabat, que presentaría durante las siguientes cuatro décadas, desde 1968 hasta 2008. De este modo se convirtió en una de las figuras más reconocibles del periodismo israelí, ganándose el apodo de «Señor Televisión». Entre 1986 y 1990 lo compaginó con la dirección de la Autoridad de Radiodifusión de Israel (IBA). 
Uno de sus trabajos más reconocidos a nivel internacional fue el documental En la tierra de los colonos, donde criticaba la política de asentamientos judíos y recogía testimonios de ambas partes involucradas en el conflicto israelí-palestino. El documental se había grabado antes de que el presidente Ariel Sharón presentase su proyecto de retirada unilateral israelí. Las críticas de los colonos israelíes llevaron a la IBA a rechazar su emisión, pero la televisión privada Canal 2 decidió incluirla en su programación. Además de crear debate en Israel, fue la primera vez que Yavin dio su opinión personal sobre la crisis de Oriente Medio.
Después de anunciar su retirada de la televisión en 2007, Yavin presentó su último informativo el 5 de febrero de 2008. Desde entonces realiza colaboraciones para distintos medios de comunicación. 
Su trayectoria ha sido reconocida con el Premio Israel en 1997. 